# Zdeněk Košler
Zdeněk Košler (25. března 1928 Praha – 2. července 1995 Praha) byl český dirigent.

## Život

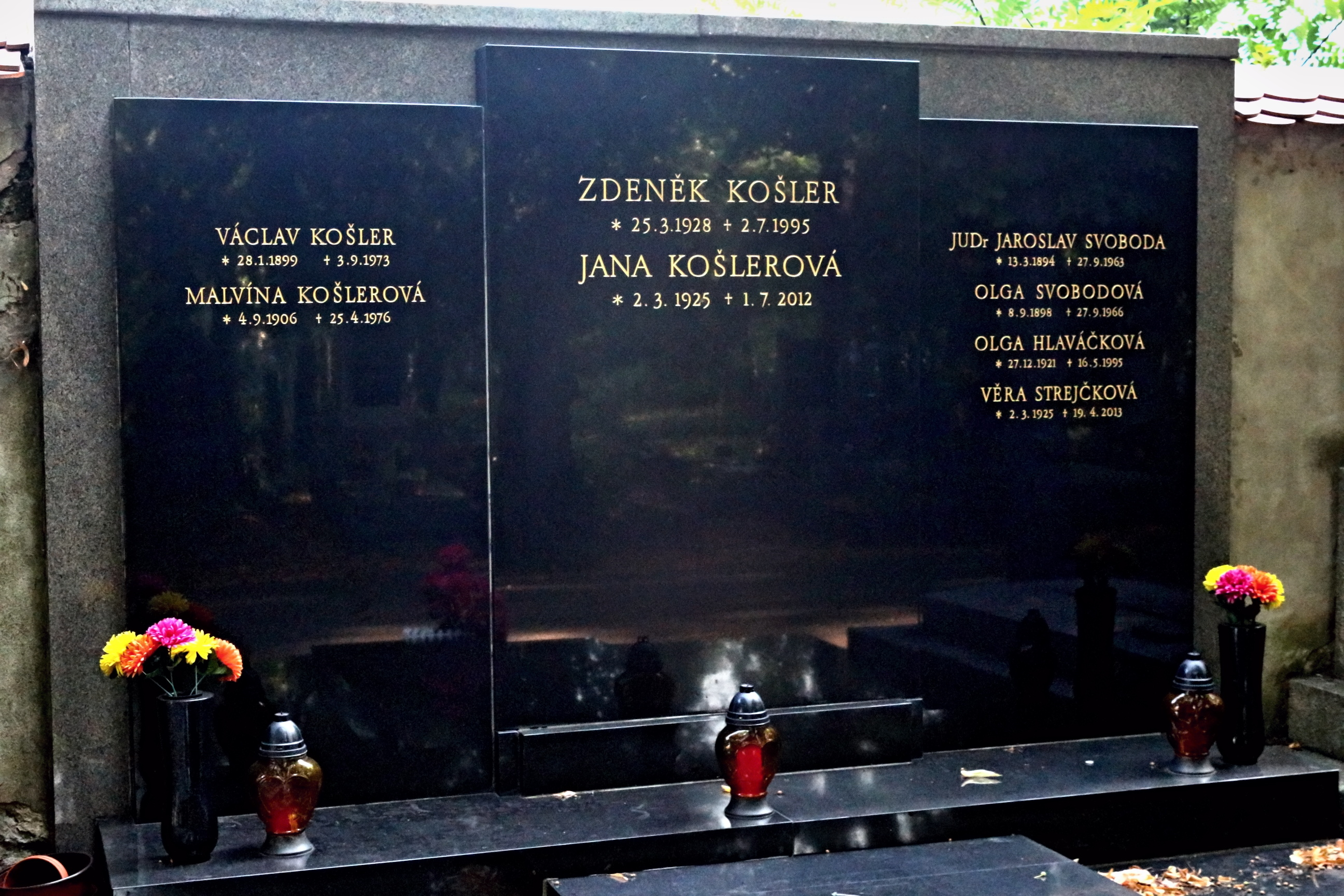
Hrob Zdeňka Košlera na pražských Olšanských hřbitovech

Pocházel z muzikantské rodiny, která tehdy bydlela v Praze, jeho otec Václav byl violistou, členem orchestru Národního divadla. Mladší bratr Miroslav (25. července 1931 – 20. září 2016) byl výraznou osobností české sbormistrovské reprezentace.
Jeho manželkou byla tanečnice ND Jana Košlerová (rozená Svobodová, 2. března 1925 – 1. července 2012) .
V letech 1938 až 1941 zpíval v Kühnově dětském sboru. Již od mládí jej zajímalo dirigování, dirigoval i otcův amatérský dechový soubor. V období 1938 až 1943 se učil soukromě hudební teorii u Otakara Jeremiáše. Také studoval klavírní hru u E. Grünfeldové a dirigování u P. Dědečka. Vystudoval smíchovské Vančurovo reálné gymnázium , avšak v letech 1944–5 byl vězněn v koncentračním táboře Terezín, takže maturitu skládal až v roce 1947 .
V letech 1945 až 1948 byl korepetitorem Českého pěveckého sboru. V období 1948 až 1952 studoval na dirigentském oddělení Hudební akademie múzických umění u Karla Ančerla a R. Brocka. Již v roce 1948 nastoupil do Národního divadla jako korepetitor (v té době ještě jako student HAMU). První zkušenosti s taktovkou zde získal velice rychle, neboť od roku 1951 zde také dirigoval operní představení (Lazebník sevillský, Prodaná nevěsta, Tajemství).
V roce 1956 zvítězil na dirigentské soutěži v Besançonu (repertoárem zaměřena na francouzskou hudbu).
Od roku 1958 do roku 1962 následovalo angažmá ve funkci šéfa opery v Olomouci (první Košlerovou premiérou v Olomouci byla Janáčkova Věc Makropulos, dále nastudoval např. Mozartovu operu Così fan tutte, Figarovu svatbu atd.).
V roce 1963 dosáhl ještě slavnějšího vítězství v dirigentské soutěži Dimitrije Mitropoulose v New Yorku – jedním z ocenění byla roční spolupráce s Leonardem Bernsteinem, kterému následně dělal v sezóně 1963/1964 asistenta v Newyorské filharmonii .
V letech 1962–1966 působil jako šéf ostravské opery, kde premiéroval celou řadu oper (Prokofjevův Semjon Kotko, Čajkovského Evžen Oněgin, Wagnerovy Mistry pěvce, znovu Věc Makropulos, Straussovu Salome i Dvořákovu Rusalku).
V letech 1965 až 1967 byl dirigentem Symfonického orchestru hl. m. Prahy FOK a současně na pozvání Waltera Felsensteina hostoval v Komické opeře v Berlíně. Zde byl pak v sezóně 1967/1968 angažován i jako šéfdirigent.
V roce 1965 ve Vídeňské státní opeře pohostinsky premiéroval Straussovu Salome. V letech 1966–1967 dirigoval ve Vídni s Vídeňskými symfoniky velký dvořákovský cyklus se všemi devíti symfoniemi. V roce 1971 se stal druhým dirigentem České filharmonie, v roce 1976 dirigentem České filharmonie. V letech 1971 až 1976 byl současně i šéfdirigentem Slovenského národního divadla v Bratislavě.
Od ledna 1980 do července roku 1985 působil jako šéf opery Národního divadla  v Praze (na toto působiště se vrátil ještě v roce 1990). Roku 1992 odešel do penze, ale znovu se chopil nové práce. Kromě jiného stihl dát velký „zakladatelský impuls“ Českému národnímu symfonickému orchestru.
Košlerovo umění bylo známé i za hranicemi. Svědčí o tom kritiky z četných zájezdů po Anglii, Rakousku, Spojených státech či Kanadě. Největší popularitě se těšil v Japonsku, kde od roku 1968 pravidelně hostoval . Když sečteme dohromady hostování u japonských orchestrů i hostování se Slovenskou filharmonií, operou ND a Českou filharmonií byl na japonských turné celkem třicetkrát.
Zdeněk Košler byl dirigentem s fenomenální pamětí a dokonalým sluchem, nejen tím vzbuzoval v každém muzikantovi přirozený respekt. S Českou filharmonií provedl řadu děl, která obohacují klasický repertoár. Koncerty se vyznačovaly objevnou dramaturgií a vysokými nároky na interprety. Jako dirigent je podepsán pod celou řadou vynikajících nahrávek vážné hudby.

## Ocenění
- 1958 vyznamenání Za vynikající práci
- 1963 1. místo v dirigentské soutěži v New Yorku (Cena D.Mitropoulose)
- 1971 Cena Supraphonu
- 1974 titul zasloužilý umělec
- 1979 Zlatý štít Pantonu
- 1984 titul národní umělec